# 오스틴 피 주립 대학교
오스틴 피 주립 대학교(Austin Peay State University, APSU)는 미국 테네시주 클라크스빌에 위치한 공립 대학이다. 1845년부터 일련의 교육기관들이 점유한 땅 위에 세워진 이 대학교의 전신이 1927년 설립되었으며 오스틴 피 주지사를 기리기 위해 현재의 교명이 정해졌다. 오스틴 피 주립 대학교의 공식 등록 학생 수는 11,000명에 달한다.